# Fazoli's
O Fazoli's System Management, LLC., atualmente denominada Fazoli's, é uma cadeia americana de restaurantes fast casual com sede em Lexington, Kentucky. Foi fundada em 1988 e é agora propriedade da FAT Brands. Em setembro de 2023, havia 211 Fazoli's localizados em todo o país. A cadeia de restaurantes é especializada em cozinha e pratos italo-americanos.

## História
A Fazoli's foi fundada em Lexington em 1988 pelo grupo Jerrico. Em 1990, os cinco restaurantes da cadeia, todos localizados em Lexington, foram vendidos a Kunihide e Carol Toyoda. Inicialmente, o Fazoli's especializou-se na venda de pizzas, até que o casal Toyoda expandiu a oferta da cadeia de restaurantes para incluir cozinha italo-americana.
Em 2023, a Fazoli's abriu o seu primeiro restaurante em Porto Rico. No ano seguinte, a Fazoli's anunciou a sua expansão para o Canadá com a abertura de 25 restaurantes nos dez anos seguintes, o primeiro dos quais abriria em 2025 na província de Alberta.